# Струмичани
Струмичани (единствено число струмичанец/струмичанка, на македонска литературна норма: струмичани, струмичанец, струмичанка) са жителите на град Струмица, Северна Македония. Tова е списък на по-известните от тях.

## Родени в Струмица
А — Б — В — Г — Д –
Е — Ж — З — И — Й –
К — Л — М — Н — О –
П — Р — С — Т — У –
Ф — Х — Ц — Ч — Ш –
Щ — Ю — Я

### А
- Александрос Григориу (Депас) (1872 – 1956), гръцки андартски капитан
- Анета П. Илиева, завършила акушерство в Женевския университет в 1906 г.[2]
- Андон Лазаров (ок. 1871 – 1926), български революционер
- Арсо Куюмджиев (1899 – 1968), български революционер и общественик
- Арсо Поптодоров (1900 – 1946), български комунист
- Атина Бабамова, българска революционерка от ВМОРО[3]

### Б
- Бали ефенди (? – 1551), ислямски мистик
- Благоя Янков (1911 – 1944), югославски партизанин, народен герой на Югославия
- Бранко Зеленков (р. 1932), северномакедонски юрист и икономист
- Борис поп Димитров (1915 – 1944), югославски партизанин, Струмишки партизански отряд[4]
- Борис Пандев Нецев (1896 – ?), български юрист, в 1922 година завършил право в Софийския университет.[5], запасен офицер[6]
- Борис Поцков (1916 – 1981), югославски партизанин

### В
- Вангелия Гущерова (Баба Ванга) (1911 – 1996), българска пророчица
- Вангел Кукудев, гръкомански революционер
- Ваня Изова-Велева (р. 1972), северномакедонска писателка
- Васил Дудаклиев, български медик, екзархийски лекар в Струмица
- Васил Зограф, български зограф, работил във втората половина на XIX век
- Васил Пандев, деец на ВМРО[7]
- Васил Поптодоров, български просветен деец и революционер от ВМОРО
- Васил Сурчев (1923 – 1944), югославски партизанин, Струмишки партизански отряд[4]
- Васил Катин – Голаш, деец на ВМОРО и ВМРО
- Васил Гарванлиев (р. 1984), северномакедонски певец
- Васил Гърчев (р. 1959), северномакедонски юрист и политик
- Васил Рингов (р. 1955), северномакедонски футболист
- Владимир Давчев (1920 – 2001), български актьор

### Г
- Горан Тренчовски (р. 1970), северномакедонски режисьор и писател
- Георги Божинов (р. 1947), северномакедонски художник
- Георги Нецов, (? – 1918), български военен деец, подпоручик
- Георги Калатинов (1853 – 1908), български лекар и политик
- Георги Велянов, български зограф и строител, работил в началото на XIX век
- Георги Хаджигеоргиев (1876 – 1950), гръцки политик и революционер
- Горан Пандев (1983), северномакедонски футболист
- Граплю (прякор) (? – 1859), български възрожденски просветен деец, гръцки учител в мъгленското село Саракиново от 1856 година, първият, който преподава на български език на децата в селото, когато умира, е наследен от Пандо, също от Струмица[8]
- Григорий Пецанов, български зограф от XIX век
- Гьошо Гърчев, български революционер, деец на ВМОРО, касиер на местния комитет в Струмица[9]

### Д
- Даниел Еструмса (? – 1654), равин
- Джордже Арсов (р. 1948), северномакедонски политик, кмет на Община Кисела вода
- Димитър Буюклиев, български просветен деец
- Димитър Иванов, доброволец в четата на Иван Атанасов – Инджето през Сръбско-българската война в 1885 година[10]
- Димитър (Мито) Ковачев, български революционер от ВМОРО[3]
- Димитър Цицимов, гръцки андартски капитан
- Димитрис Семсис (1883 – 1950), гръцки музикант
- Димитър Попилиев (1878 – ?), български революционер
- Димитър Томов Чорбаджийски (? – 1915), български военен деец, подпоручик, загинал през Първата световна война[11]
- Драги Георгиев (р. 1963), северномакедонски историк
- Драголюб Боцинов (1933 – 2003), югославски и македонски генерал

### Е
- Евантия Алабашева, българска революционерка от ВМОРО[3]
- Ефросина Д. Колищъркова (1891 – 1966), българска общественичка[12]

### З
- Зора Георгиева (1935 – 2014), северномакедонски актриса
- Зоран Балдовалиев (1983 –), македонски и български футболист[13]
- Зоран Витанов (р. 1971), северномакедонски политик, депутат от СПМ
- Зоран Джорлев (1964 – 2021), северномакедонски музикант
- Зоран Заев (р. 1974), северномакедонски политик

### И
- Иван Г. Спасов (1866 – ?), завършил Кишиневската духовна семинария в 1893 година и Санктпетербургската духовна академия в 1897 година[14]
- Иван Тодоров Иванов (20 януари 1918 – ?), завършил в 1942 година право в Софийския университет[15]
- Илия Богоев, български политик, кмет на Струмица (1943 – 1944)
- Илия Каратанев, български политик, народен представител,[16] кмет на Струмица[17]
- Илия Чилиманов, адвокат[18][19]

### Й
- Йована Тренчевска (р. 1969), социоложка и политик от Северна Македония
- Йорданка Янчева, българска революционерка от ВМОРО[3]

### К
- Кальопа Гърчева, комунистка, член на актива в СКМЮ в гимназията в Струмица[9]
- Катерина Кузмановска (р. 1968), северномакедонска лекарка и политик
- Киро Урдин (р. 1945), северномакедонски художник
- Константин Димков (1881 – ?), завършил в 1902 година духовна семинария в Одеса[20]
- Константинос Бонис, гръцки историк
- Константинос Йоанидис, гръцки просветен деец
- Коста Бозов (1924 – 1944), югославски партизанин, Струмишки партизански отряд[21]
- Коста Мазнейков (1882 – 1903), български революционер
- Костадин Димков, български революционер
- Костадин Змияров, български юрист и общественик
- Коста Пеев, северномакедонски диалектолог
- Кочо Урдин (р. 1930), северномакедонски писател
- Кочо Хаджиманов, български революционер и опълченец

### Л
- Лазар Младенов (р. 1956), български общественик и патриот
- Ленка Данева, българска революционерка от ВМОРО[3]
- Леонтий II Йерусалимски (? – 1190), йерусалимски патриарх
- Любен Топчев (р. 1928), български общественик, член на ЦК на МПО
- Любомир Христов Бучков, български журналист[22]

### М
- Миряна Лазарова-Трайковска (р. 1963), северномакедонска юристка
- Махмут Ербил (1911 – 1955), турски политик
- Мелетий Софийски (1832 – 1891), български духовник
- Мехмед Зекерия Сертел (1890 – 1980), турски журналист и писател
- Миле Ставров (Ставрев), български революционер от ВМОРО, загинал преди 1918 г.[23]
- Милева Горгиева (р. 1963), северномакедонска учителка и политик
- Мильо Трайчев, български революционер от ВМОРО, четник на Никола Иванов[24]
- Мито Вучков, български революционер от ВМОРО, четник на Васил Аджаларски[25]
- Митко Маджунков (р. 1943), северномакедонски писател
- Митко Тошев (р. 1972), северномакедонски скулптор и художниксеверномакедонски

### Н
- Наско Джорлев (1932 – 2006), северномакедонски народен певец
- Никола Гърчев, комунист, през 1941 година като ученик в гимназията в Струмица става част от „воспитна група“ на актива на СКМЮ в гимназията[9]
- Никола Дадов (1921 – 2005), български киноартист
- Никола Маджиров (р. 1973), северномакедонски поет
- Никола Попилиев, български юрист

### П
- Панде Мазнейков (1871 – след 1943), български революционер
- Пандо, български възрожденски просветен деец, гръцки учител в мъгленското село Саракиново от 1859 година, вторият, който преподава на български език на децата в селото, след Граплю, също от Струмица[26]
- Пандо Пиянманов, български свещеник и революционер
- Пандо Попманушев, български революционер
- Пандо Струмишки (1898 – 1928), български революционер
- Пантелей Константинов (1870 – ?), български просветен деец.

### Р
- Роберт Алагьозовски (р. 1973), северномакедонски писател
- Роберт Попов (р. 1982), северномакедонски футболист
- Ръдван Нъфъз Едгюер (1891 – 1948), турски политик

### С
- Силвана Бонева (р. 1959), северномакедонски политик, депутат от ВМРО-ДПМНЕ
- Славчо Клямбов (1879 – ?), български революционер

### Т
- Ташо Андонов (1865 – 1915), български революционер
- Ташо Спасов (около 1879 – 1968), български революционер
- Тимо Бабамов, български революционер от ВМОРО[3]
- Тимо Тренчев (1920 – 1944), югославски партизанин, Струмишки партизански отряд[27]
- Тодор Тилков (? – 1879), български духовник
- Тома Накев Киров (? – 1916), български военен деец, загинал през Първата световна война[28]
- Тома Фиданчев (Фиданчевич) (1896 – ?), сръбски лекар и политик, кмет на Струмица
- Тома Куюмджиев (1901 – 12 декември 1927), български революционер
- Туше Гошев, (р. 1951) северномакедонски политик

### Ф
- Фания Николова, българска революционерка от ВМОРО[3]

### Х
- Хаим Аврам Еструмса (? – 1824), равин
- Христо Бабамов (1874 – 1902),  български учител и революционер
- Христо Н. Гърчев,  български кмет на община Дихово, Битолско през 1943 година[29]
- Христо Андонов, български революционер от ВМОРО, четник на Ефрем Чучков[30]
- Христо Кръстевски (р. 1941), северномакедонски писател
- Христо Танев, гръцки революционер

### Ц
- Цветко Грозданов (р. 1965), северномакедонски политик, депутат от ВМРО-ДПМНЕ
- Янко Мишо (1862 – 1931), гръцки учител в Струмица и Енидже Вардар

## Починали в Струмица
- Агатангел Папагригориадис (1805 – 1887), гръцки духовник
- Ангел Гогов (1897 – 1933), български революционер от ВМРО
- Владимир Петров Главчев, български военен деец, санитарен подпоручик, доктор, загинал през Първата световна война[31]
- Георги Варналиев (? – 1919), български революционер от ВМОРО
- Георги Николов Караиванов, български военен деец, подпоручик, загинал през Втората световна война[32]
- Георги Симов Симов, български военен деец, поручик, загинал през Междусъюзническа война[33]
- Димитър Йонков, български военен деец, поручик, загинал през Първата световна война[34]
- Димитър Атанасов Политов, български военен деец, подпоручик, загинал през Първата световна война[35]
- Илия Илиев Минчев, български военен деец, капитан, загинал през Първата световна война[36]
- Кирил Маринов Чухов, български военен деец, майор, загинал през Междусъюзническа война[37]
- Кирил Михалов Овчарчански, български военен деец, подпоручик, загинал през Втората световна война[38]
- Никола Панайотов Ставрев, български военен деец, подпоручик, загинал през Междусъюзническа война[39]
- Сократ Маркилов (1921-1993), деец на ОМО Илинден

## Свързани със Струмица
- Аргир Манасиев, български революционер, деец на ВМРО, околийски управител на Струмица от 1913 до 1919 година.
- Борис Трайковски (1956 – 2004), бивш президент на Северна Македония
- Герасим Струмишки (1860 – 1918), български духовник и струмишки митрополит
- Гоно Раборски, български революционер от ВМРО, струмишки войвода между 1922 и 1926 година[40]
- Григор Кабраков, български революционер, през 1906 година е член на Струмишкия окръжен революционен комитет.[41]
- Димитър Галев (1940 – 2005), историк от Република Македония с българско самосъзнание
- Кирил Христов Димков, кмет на Струмица през август 1938 година[42]
- Кирчо войвода (между 1825 и 1828 – неизв.), български хайдутин, роден в Струмишко[43]
- Константин Чуклев, учител в града през 1861 година[44]
- Корчо войвода, български хайдутин, родом от Струмица или селата около нея
- Мирослав Гърчев (1955 –), македонски архитект и политик, създател на дизайна на националното знаме на Северна Македония (1995 –), по произход от Струмица
- Спиро войвода (около 1845 – неизв.), български хайдутин, родом от Струмица, шетал в Македонските планини и Шар планина, като стигал дори до Призрен през 70-те години на 19-ти век[45]
- Челеби Мито (XIX в.), гъркомански общественик

## Български опълченци (1877 – 1878)от Струмица
- Димитър (Димитрий) Стоянов, редник, II дружина, III рота, постъпил на 7 май 1877 година, изчезнал на 31 октомври 1877 година[46]
- Трендафил Кръстич, редник, V дружина, постъпил на 18 май 1877 година[47]

## Македоно-одрински опълченциот Струмица
- Васил Алабашев, 28 (29)-годишен, обущар, 2 отделна партизанска рота, 4 рота на 5 одринска дружина[48]
- Димитър (Митьо, Мито) Григоров Тупаров (1881 – след 1943), градинар, IV отделение, четата на Христо Чернопеев, 3 рота на 5 одринска дружина;[49] когато Струмица е под Кралството на сърби, хървати и словенци, той е арестуван и „съ обрачи е стѣгана главата му и така е билъ битъ, че рѫцѣтѣ му били строшени, та е полудялъ“;[50] на 31 март 1943 година подава молба за българска народна пенсия, която е одобрена и пенсията е отпусната от Министерския съвет на Царство България[51]
- Здравко (Здраве) Петров, 28 (29)-годишен, самарджия, ІІ (ІІІ клас), четата на Симеон Молеров, 4 рота на 14 воденска дружина[52]
- Йосиф Анастасов, 4 рота на 11 сярска дружина, 15 щипска дружина[53]
- Наке (Наки) Андонов, 24-годишен, четата на Христо Чернопеев, 2 рота на 6 охридска дружина, безследно изчезнал на 22 юни 1913 година[54]
- Наки Андонов, 20-годишен, четата на Дончо Златков[54]
- Никола Ефтимов Пефкев, 3-та рота на 13-та кукушка дружина[55]
- Янаки Абрашев, 23-годишен, жител на Градец, шивач (земеделец), неграмотен, четата на Кочо Хаджиманов, четата на Дончо Златков, 4 рота на 14 воденска дружина[56]